# Tibouchina boudetii
Tibouchina boudetii är en tvåhjärtbladig växtart som beskrevs av P.J.F. Guim. och R.Goldenberg. Tibouchina boudetii ingår i släktet Tibouchina och familjen Melastomataceae. Inga underarter finns listade i Catalogue of Life.